# Nakahechi
Nakahechi (中辺路町, Nakahechi-cho) was een gemeente in het District Nishimuro van de prefectuur Wakayama, Japan.
In 2003 had het dorp 3587 inwoners en een bevolkingsdichtheid van 16,92 inw./km². De oppervlakte van de gemeente bedroeg 211,95 km².
Op 1 mei 2005 hield de gemeente op te bestaan als zelfstandige entiteit toen ze samen met Ryujin, Oto en Hongu werd aangehecht bij de stad Tanabe.